# Bezirksklasse Halle-Merseburg 1936/37
De Bezirksklasse Halle-Merseburg 1936/37 was het vierde voetbalkampioenschap van de Bezirksklasse Halle-Merseburg, het tweede niveau onder de Gauliga Mitte en een van de drie reeksen die de tweede klasse vormden. VfL Halle 1896 werd kampioen en nam deel aan de promotie-eindronde en kon deze ook afdwingen.
Aangezien vorig jaar twee teams uit de Gauliga degradeerden en kampioen VfL Halle niet kon promoveren speelden er dit jaar 14 teams in de Bezirksklasse, waardoor voor de seizoensstart al beslist werd dat er drie teams zouden degraderen.

## Eindstand
| Plaats | Club                       | Wed. | Saldo | Ptn.  |
| ------ | -------------------------- | ---- | ----- | ----- |
| 1.     | VfL Halle 1896             | 22   | 77:30 | 35:9  |
| 2.     | VfL 1911 Bitterfeld        | 22   | 65:26 | 32:12 |
| 3.     | Sportfreunde Naundorf      | 21   | 58:50 | 25:17 |
| 4.     | VfL 1912 Merseburg         | 20   | 53:52 | 21:19 |
| 5.     | Ammendorfer FC 1910        | 20   | 35:48 | 21:19 |
| 6.     | VfB 1919 Zscherndorf       | 22   | 56:47 | 22:22 |
| 7.     | SpVg Zeitz 1910            | 22   | 49:60 | 22:22 |
| 8.     | SV 1898 Halle              | 19   | 40:39 | 19:19 |
| 9.     | FV Schwarz-Gelb Weißenfels | 22   | 39:47 | 17:27 |
| 10.    | FC Preußen 01 Merseburg    | 19   | 37:68 | 14:24 |
| 11.    | TuRV 1861 Weißenfels       | 21   | 27:48 | 12:30 |
| 12.    | Naumburger SV 05           | 22   | 34:55 | 12:32 |

|  | Kampioen, deelname promotie-eindronde |
|  | Degradatie naar 1. Kreisklasse        |

## Promotie-eindronde
De vijf kampioenen van de 1. Kreisklasse namen het tegen elkaar op, de top twee promoveerde.
| Plaats | Club                    | Wed. | Saldo | Ptn. |
| ------ | ----------------------- | ---- | ----- | ---- |
| 1.     | Holzweißiger SV         | 8    | 37:16 | 13:3 |
| 2.     | SpVgg Borussia 02 Halle | 8    | 21:15 | 11:5 |
| 3.     | TuS 1861 Taucha         | 8    | 23:24 | 10:6 |
| 4.     | SV Wacker 05 Nordhausen | 7    | 17:29 | 3:11 |
| 5.     | VfB Hohenleipisch 1912  | 7    | 10:24 | 1:13 |

|  | Promotie naar Bezirksklasse Halle-Merseburg 1937/38 |